# Ruthie Bolton
Alice Ruth Bolton (* 25. Mai 1967 in Lucedale, Mississippi, Vereinigte Staaten; zeitweise auch Ruthie Bolton-Holifield) ist eine ehemalige professionelle Basketball-Spielerin. Sie spielte für die Sacramento Monarchs in der Women’s National Basketball Association als Shooting Guard.

## Karriere

### Women’s National Basketball Association
Bolton wurde 1997 bei der Initial Player Allocation den Sacramento Monarchs zugeteilt. Bolton spielte von 1997 bis 2004 für die Monarchs in der WNBA. Zum Ende der Saison 2004 erklärte Bolton im Alter von 37 Jahren ihren Rücktritt vom Leistungssport.
Sie wurde für ihre Leistungen in der WNBA 2006 bei der Wahl des WNBA All-Decade Team geehrt. Sie zählte zwar nicht zu den zehn direkt in das Team gewählten Spielerinnen, wurden aber neben vier weiteren Spielerinnen mit dem Zusatz „Honorable mention“ geehrt.

### Europa
Für einige Jahre war sie auch für Vereine in Europa aktiv.

### International
Bolton holte mit dem US-amerikanischen Damen-Basketballteam bei den Olympischen Spielen 1996 in Atlanta und bei den Olympischen Spielen 2000 in Sydney die Goldmedaille. 1998 wurde sie außerdem Weltmeisterin und 1994 Dritte bei der Basketball-Weltmeisterschaft.